# 格拉博韋齊 (切爾尼夫齊區)
48°30′1″N 28°10′49″E / 48.50028°N 28.18028°E
赫拉博韋茨（烏克蘭語：Грабовець）是位於烏克蘭西南部的村莊，由文尼察州裡莫希利夫-波季利斯基区的切爾尼夫齊市鎮負責管轄。該村始建於1500年，面積0.63平方公里，海拔高度231米，2001年人口161，人口密度每平方公里256.78人。